# Cetatea Tricule
Cetatea Tricule (frei übersetzt: Festung der drei Türme) ist eine Burgruine im Kreis Mehedinți in Rumänien und liegt etwa vier Kilometer flussabwärts der Ortschaft Svinița im rumänisch-serbischen Grenzverlauf der Donau.

## Lage
Die Burganlage steht am nördlichen Ufer der Donau im Scheitelpunkt eines großen südlichen Bogens am Ausläufer eines Hügelrückens, den die Donau durchschneidet. Ursprünglich lag die Anlage auf einem Felssporn über dem Donautal, der hier mehrere Meter abfiel, wie alte Gemälde zeigen.

## Geschichte
Unter Historikern herrscht Uneinigkeit über den Erbauungszeitraum, der zwischen der zweiten Hälfte des 13. Jahrhunderts und dem ersten Viertel des 15. Jahrhunderts angenommen wird. 1419 wurde die Burg erstmals in einer Urkunde von Sigismund von Luxemburg genannt, indem festgehalten wurde, dass die Festung von Șvinița vom ungarischen König dem Deutschen Orden anvertraut wurde, um die Verteidigung der Donauregion gegen die Osmanen zu gewährleisten. 1443 erscheint die Festung in einer Liste als eine derjenigen, die von den Bürgern des Banats verteidigt wurden.
Nach dem Frieden von Jassy 1792 entstand daraus eine Zollstation der Habsburgermonarchie, das heißt die Festung wurde als Zollburg genutzt. Wohl spätestens ab 1872 war die Burg nicht mehr besetzt und verfiel.
Durch den Bau des Kraftwerkes Eisernes Tor 1 und den damit verbundenen Anstau des Djerdapsees stieg der Wasserspiegel ab 1968 um bis zu 35 Meter. Zwei der ehemals drei Türme ragen noch über den Wasserspiegel, der dritte Turm existiert weiter als Stumpf unter Wasser.

## Baubeschreibung

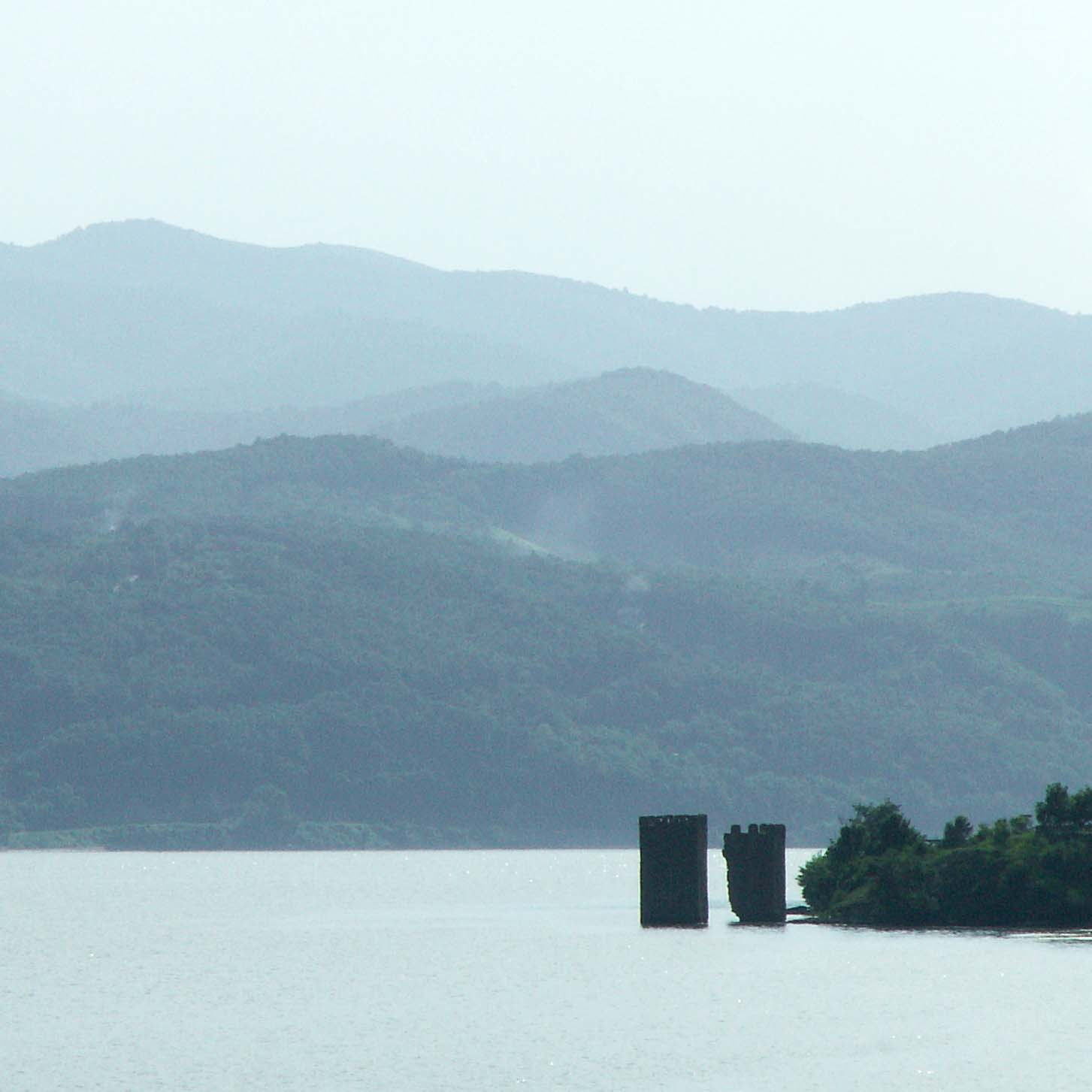
Die restlichen zwei Türme in der hier aufgestauten Donau

Die Burg bestand im Wesentlichen nur aus drei zueinander orientierten Türmen. Sie standen ausgerichtet in einem gleichschenkligen Dreieck, mit einem Turm zur Donau weisend. Die beiden ufernahen Türme stehen etwa 20 Meter voneinander entfernt, während der abgegangene tieferliegende donauseitige Turm etwa 40 Meter von beiden Türmen entfernt stand. Die zwei heute noch sichtbaren Türme sind etwa 11 Meter hoch. Vermutlich Legende ist, dass der dritte zur Donau gerichtete Turm von Schatzsuchern untergraben wurde, was später zum Einsturz führte. Auf datierten Postkarten von 1910 noch sichtbar, ist er wohl durch starke Eisgänge der Donau in den 1920er Jahren eingestürzt. Ältere Bilder zeigen, dass der donauseitige Turm unterhalb der beiden anderen Türme auf einem einzelnen Felsvorsprung gegründet und mit einer Holzbrücke zum Ufer verbunden war.
Die drei jeweils nahezu quadratischen Türme, mit einer Basislänge von etwa sieben Metern, sind in den Grundmauern aus behauenen und gefugten Sandsteinen gesetzt und im oberen Bereich aus Bruch- und großen Flusssteinen gemauert. Die Wände hatten im Bereich der Grundmauern eine Dicke von 1,40 Meter und knapp 0,8 Metern an der Spitze und waren verputzt. Jeder Turm war in drei Ebenen aufgeteilt und von hohen Zinnen gekrönt.

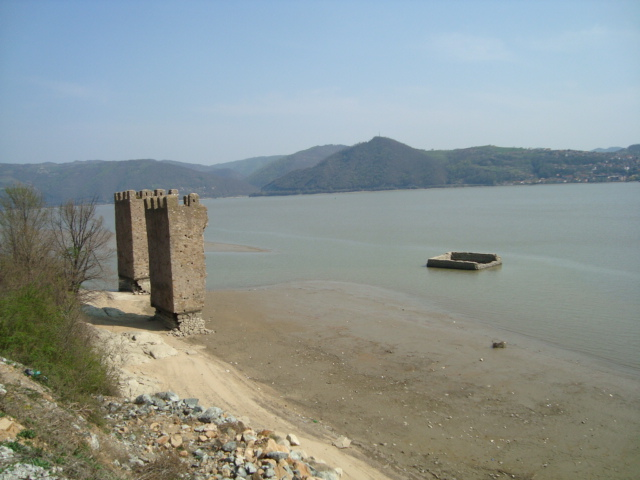
Ansicht bei Niedrigwasser im April 2009

Ein Turm ist nahezu komplett erhalten, der zweite zum Ufer zu liegende besteht nur noch zur Hälfte. Vom dritten Turm, der in Richtung Flussmitte lag, existieren nur noch die Grundmauern und die Aufmauerung von bis zu zehn Steinlagen über Grund, die heute im Stausee verschwunden sind und nur bei großer Trockenheit sichtbar werden.
Der noch komplett erhaltene Turm weist mittig geschlitzte Schießscharten auf und zur Donauseite einen Eingang etwa in Höhe der zweiten Etage, wie es für Turmburgen oder Wohntürme in Europa typisch war. Untypisch ist das Fehlen der Mauerseite der letzten Etage zur Donauseite (beide ufernahe Türme) bzw. zur Uferseite hin (Donauturm) und einer stattdessen gemauerten dachartigen Abschrägung. Der Sinn dieser Schrägen ist unbekannt. Die Zinnen weisen außer an den Eckzinnen eigene Schießscharten auf. Die Turmmauern sind zweischalig gebaut, innen und außen in Einblockbauweise hochgezogen, der Zwischenraum ist nur mit Steinen und Mörtelschutt gefüllt. Dass Innen- und Außenmauer mit durchgemauerten Stegen verbunden wurden, verhalf zu einer höheren statischen Sicherheit. Am halb weggebrochenen Turm, der durch Niedrigwasser 2013 erreichbar war, ist das noch gut zu sehen.

## Heutiger Zustand
Die Burgruine, die heute im Stausee liegt, weist schon starke Ausspülungen in den Grundmauern auf. Sie ist zwar als rumänisches historisches Monument (Baudenkmal) unter der Nummer MH-I-s-B-10100 ausgewiesen, aber ohne Sicherung besteht die Gefahr, dass die Burganlage in einigen Jahren einstürzt.
Eine Tafel an der vorbeiführenden Nationalstraße 57 informiert mit kurzem Text über die mittelalterliche Festung Cetatea Medievala Tricule.